# 1972년 텔레비전 애니메이션 목록
다음은 1972년에 방송된 텔레비전 애니메이션이다.

## 일본
| 제목                            | 화수 | 방송 기간 | 채널       | 비고 |
| ------------------------------- | ---- | --------- | ---------- | ---- |
| 떡갈나무 모크                   |      | 1972년    | 후지TV     |      |
| 무민                            |      | 1972년    | 후지TV     |      |
| 정의를 사랑하는 자 월광가면     |      | 1972년    | 니혼TV     |      |
| 바다의 트리톤                   |      | 1972년    | TBS        |      |
| 마법사 차피                     |      | 1972년    | NET        |      |
| 아카도 스즈노스케               |      | 1972년    | 후지TV     |      |
| 아니메 다큐멘터리 뮌헨으로의 길 |      | 1972년    | TBS        |      |
| 데빌맨                          |      | 1972년    | NET        |      |
| 몽쉐리 Go Go                    |      | 1972년    | TBS        |      |
| 과학닌자대 갓챠맨               |      | 1972년    | NET        |      |
| 아스트로 강가                   |      | 1972년    | 니혼TV     |      |
| 해결 다마곤                     |      | 1972년    | 후지TV     |      |
| 하제돈                          |      | 1972년    | 후지TV     |      |
| 명랑 개구리 뽕키치              |      | 1972년    | TV아사히   |      |
| 어부바 도깨비                   |      | 1972년    | 요미우리TV |      |
| 마징가 Z                        |      | 1972년    | 후지TV     |      |

## 참고 문헌
- 야마구치 야스오 (2005). 《일본 애니메이션 역사》. 미술문화. 216-217쪽.